# 佩恩蒂德波斯特 (紐約州)
佩恩蒂德波斯特（英語：Painted Post）是位於美國紐約州斯托本縣的村。

## 人口
根據2020年美國人口普查的數據，佩恩蒂德波斯特的面積為3.46平方千米，當中陸地面積為3.30平方千米，而水域面積為0.16平方千米。當地共有人口1768人，而人口密度為每平方千米511人。